# Страна (Косовска Митровица)
Страна (алб. Stranë) је насеље у општини Косовска Митровица, Косово и Метохија, Република Србија.

## Положај села
Страна је ниже Кутловца, на десној страни Смрековничке реке, управо на самом развођу ове реке и Трепчанске реке, а заселак Црнуша је јужно од села, у северном подножју брда Црнуше (1010м). У међама овог насеља су: Градски поток, Велики врх, Жировно брдо и Црнуше. Име селу дато је по положају. Страна је, село на падини у Страни.

## Историјат
По Светостефанској хрисовуљи брдо је у међама села на десној страни Ибра, што их краљ Милутин писа манастиру Светог Стефана у Бањској. Албанци су се у село доселили из скадарске Малесије, око 1750. године.

## Становништво
| Демографија | Демографија | Демографија |
| Година      | Становника  | Становника  |
| ----------- | ----------- | ----------- |
| 1948.       | 162         |             |
| 1953.       | 178         |             |
| 1961.       | 191         |             |
| 1971.       | 160         |             |
| 1981.       | 133         |             |
| 1991.       | 167         |             |